# Marco von Hohenlohe-Langenburg y de Medina
Marco von Hohenlohe-Langenburg y de Medina (Madrid, 8 de març de 1962 - Sevilla, 19 d'agost de 2016) va ser un noble espanyol, XIX duc de Medinaceli des de l'any 2014.

## Biografia
Fill de l'aristòcrata Ana de Medina, comtessa d'Ofalia, primogènita de la duquessa de Medinaceli Victoria Eugenia Fernández de Córdoba, i del príncep Maximilià Egon von Hohenlohe-Langenburg. La seva família, per via paterna, és originària d'Alemanya però vinculada amb Espanya a partir del segle xx. El seu avi es casà amb una aristòcrata mexicana, i el seu oncle, Alfonso de Hohenlohe, fou un aristòcrata que popularitzà Marbella als anys seixanta.
La seva successió al ducat de Medinaceli fou possible gràcies a la llei de 2006 que establí una nova normativa nobiliària per la qual el fill gran era l'hereu, fou home o dona. La mort de la seva mare l'any 2012 el convertiren en l'hereu directe al Ducat. El 2013 moria la duquessa de Medinaceli, però Marco esperà deu mesos per reclamar el títol, en senyal de dol per la mort de la seva àvia. Així mateix, la mort de Victoria Eugenia suposà la fi del cognom Fernández de Córdoba lligat a la casa de Medinaceli, després de 400 anys, a un cognom alemany, quelcom que va crear cert enrenou, en tractar-se el ducat de Medinaceli d'un dels títols més antics d'Espanya.
Un dels episodis que va marcar la seva vida fou el setembre de 1996 patí un greu accident automobilístic a causa d'una distracció que li feu una amiga des d'un altre cotxe mentre anava d'Estepona a Marbella. Els metges van salvar-li la vida, però va patir un llarg coma.
Els darrers anys de vida de la duquessa de Medinaceli, a qui estava molt unit i admirava, Marco estigué al seu costat tenint-ne cura vivint a la Casa de Pilatos, on actualment resideix. Com ella, Marco va preferir mantenir una vida més discreta, lluny de la vida pública i mediàtica, a diferència d'altres membres de la família. Treballava a la Fundació Casa Ducal de Medinaceli, la qual és presidida pel seu oncle Ignacio de Medina, únic fill viu de la duquessa.
Va morir el 19 d'agost de 2016 a l'Hospital Virgen de los Reyes de Sevilla després d'estar tres dies en coma.

## Família
Es casà el 1996 amb Sandra Schimidt-Polex, de la qual es va divorciar. El matrimoni va tenir dos fills:
- Victoria (1997)
- Alexander (1999)